# Виґода (Торунський повіт)
Виґода (пол. Wygoda, нім. Wieghold) — село в Польщі, у гміні Черніково Торунського повіту Куявсько-Поморського воєводства.
Населення — 224 особи (2011).
У 1975-1998 роках село належало до Влоцлавського воєводства.

## Демографія
Демографічна структура станом на 31 березня 2011 року:
|          | Загалом | Допрацездатний вік | Працездатний вік | Постпрацездатний вік |
| -------- | ------- | ------------------ | ---------------- | -------------------- |
| Чоловіки | 122     | 28                 | 87               | 7                    |
| Жінки    | 102     | 20                 | 68               | 14                   |
| Разом    | 224     | 48                 | 155              | 21                   |